# 2020년 폴란드 대통령 선거
2020년 폴란드 대통령 선거는 폴란드의 대통령을 선출하기 위한 선거로, 2020년 6월 28일 실시됐다.
원래 2020년 5월 10일 치러질 예정이었으나, 코로나19 범유행으로 연기되었다. 이후 5월 21일, 오는 6월 28일에 선거를 실시하는 계획이 발표되었다. 결선 투표에서 무소속의 안제이 두다 대통령이 당선되어 재선에 성공했다.

## 선거 제도
국민의 의한 직선제로 결선투표제를 시행하고 있다. 임기는 5년이며 재선이 가능하며, 당선자는 국회 앞에서 취임식을 갖는다.
헌법에 따라 최소 과반 득표를 해야 하며, 그러지 아니할 경우 상위 두 명의 후보 간의 결선투표를 통해 당선자를 뽑게 된다.
입후보 자격은 1차 투표 당일 기준 만 35세 이상의 폴란드 시민이어야 하며, 2020년 3월 26일 자정까지 최소 10만 명의 서명을 받아야 한다.

## 코로나19사태와 선거일
코로나19 사태 와중에도 선거를 제때 치르기로 결정했는데, 이를 두고 대다수의 후보, 헌법학자, (범)여권 정치인들의 비판이 있었다. 연립 여당의 하나인 협정당은 우카시 슈모프스키 보건부 장관의 조언을 바탕으로 현 대통령에 한해 임기를 2년 연장하는 것을 제안한 바 있다. 하지만 야권의 반발로 무산되었는데, 대표적인 야당인 시민연단은 2021년 5월에 치를 것을 제안했으며, 여당 법과 정의당은 선거법 개정을 통해 우편 투표로만 치를 것을 주장했다. 투표일 기준 6개월 이내에 선거법을 개정하는 것은 대법원으로부터 위헌 판결을 받은 바 있다.

## 후보
- 안제이 두다(무소속이나 법과 정의가 지지)
- 라파우 트샤스코프스키(시민연합)
- 브와디스와프 코시니아크카미시(폴란드 연합)
- 로베르트 비에드론(좌파당)
- 크시슈토프 보사크(자유독립연합)
- 시몬 호워브니아(무소속)
- 마레크 야쿠비아크(무소속)
- 미로스와프 피오트로프스키(참유럽운동)
- 파베우 타나이노(무소속)
- 스타니스와프 주테크(신우파회의)